# 江戸ポルカ/夢なかば
「江戸ポルカ／夢なかば」（えどポルカ／ゆめなかば）は、日本の歌手一青窈の4作目のシングル。2003年11月12日発売。発売元はコロムビアミュージックエンタテインメント（現：日本コロムビア）。

## 概要
- 前作から4か月ぶりとなるシングルで、自身初の両A面シングル。

## 収録曲
（全作詞：一青窈／作曲・編曲：武部聡志）※『生路 ～MAZE～』のみ作曲：MASA
1. 江戸ポルカ
  - 東京国際ファンタスティック映画祭2003公式イメージ・ソング
2. 夢なかば
3. 生路〜MAZE 
  - NHKテレビ『NHK青春メッセージ'04』テーマ・ソング
  - 原曲はコーエーのゲーム『真・三國無双2』のテーマソングである『生路 ～CIRCUIT～』で、こちらは歌詞の一部を日本語にしたバージョン。(原曲は全中国語詞で、『真・三國無双 究極音盤』に収録)